# تششمة سفيد عليا (مقاطعة دلفان)
تششمة سفيد عليا (بالفارسية: چشمه سفید علیا) هي قرية تقع في قسم كاكاوند الشرقي الريفي (مقاطعة دلفان) في إيران. يقدر عدد سكانها بـ 70 نسمة .